# 隆扎河
45°16′10″N 17°48′42″E / 45.2694°N 17.8117°E
隆扎河是克羅地亞的河流，位於該國東部，屬於奧利亞瓦河的左支流，河道全長47公里，流域面積562平方公里，河口處在普萊泰爾尼察附近。